# Rubodvirus
Genre
Taxons de rang inférieur
- espèce-type : Apple rubodvirus 1

Rubodvirus est un genre de virus de la famille des Phenuiviridae, qui comprend deux espèces acceptées par l'ICTV. Ce sont des virus à ARN à simple brin de polarité négative, rattachés au  groupe V de la classification Baltimore. Ils infectent des plantes (phytovirus).

## Étymologie
Le nom générique « Rubodvirus » dérive de « Apple rubbery wood virus », nom initialement donné aux virus de ce genre isolés sur des pommiers.

## Liste d'espèces
Selon NCBI (14 février 2021) :
- Apple rubodvirus 1
- Apple rubodvirus 2